# JVC Dedemsvaart
JVC Dedemsvaart is een voetbalclub uit Dedemsvaart. De spelers van JVC Dedemsvaart spelen in een blauw shirt, met een blauw broekje en blauwe kousen. De kleur blauw is de clubkleur van JVC Dedemsvaart.

## Historie
Jeugd Voetbal Combinatie Dedemsvaart is een fusie van de jeugdelftallen en het eerste dameselftal van de verenigingen SV Dedemsvaart en SCD '83. De eerste wedstrijd in naam van de vereniging werd gespeeld op 2 juni 2011 tijdens een toernooi in Gramsbergen.

## Bekende (oud-)spelers
- Jarno Westerman